# Wallensteen
Wallensteen, även skrivet Wallensten, är ett svenskt efternamn. Den 31 december 2022 var följande antal personer folkbokförda i Sverige med namnen
- Wallensteen 37
- Wallensten 31

Tillsammans blir detta 68 personer. 
Namnet Wallensteen har burits av en utslocknad adelsätt i Finland. Släkten överlappade ofrälse bärare av namnet. Den förste här biograferade, pråsten Johan Peter Wallensteen, som var ofrälse och som fått efternamnet efter sin far, var född 1750 i Småland.

## Personer med efternamnet Wallensteen
- Hanna Wallensteen (född 1971), psykolog
- Johan Peter Wallensteen (1750–1820), präst, prost och hovpredikant
- Karin Wallensteen (född 1973), diplomat och ämbetsman
- Nanna Wallensteen (1856–1923), författare och dramatiker
- Nils Fredric Wallensteen (1796–1877), jurist och ämbetsman, statsråd
- Peter Wallensteen (född 1945), konfliktforskare, professor
- Wilhelmina Gelhaar, gift Wallensteen (1837–1923), operasångerska